# Nobuhiko Hasegawa
Nobuhiko Hasegawa (jap. 長谷川信彦 Hasegawa Nobuhiko); ur. 5 marca 1947 w Seto, zm. 7 listopada 2005 w Kiryū - japoński tenisista stołowy, pięciokrotny mistrz świata. 
Dziesięciokrotny medalista mistrzostw świata. Dwukrotnie zdobywał złoto drużynowo, dwa razy w grze mieszanej i jeden raz indywidualnie. Największym sukcesem zakończył się start w mistrzostwach świata w Sztokholmie w 1967 roku. Zdobył tam cztery medale, w tym trzykrotnie mistrzowskie tytuły (w singlu, mikście i drużynowo). 
Był trzynastokrotnym mistrzem Azji (czterokrotnie indywidualnie i drużynowo oraz  trzykrotnie w grze podwójnej i mieszanej). Dwukrotnie zdobył mistrzostwo Igrzysk Azjatyckich: w grze podwójnej (1974) i drużynowo (1966).